# Żyj i pozwól umrzeć (powieść)
Żyj i pozwól umrzeć  (ang. Live and Let Die) – powieść Iana Fleminga opowiadająca o przygodach Jamesa Bonda – agenta 007. Została napisana w 1954 roku i jest drugą z kolei w serii powieści o Bondzie. Jest też drugą powieścią, w której pojawia się przyjaciel Bonda, Feliks Leiter.

## Fabuła
Po rozwiązaniu sprawy w Casino Royal agent James Bond dostaje kolejną misję. Ma wyjechać do Nowego Jorku (Harlem), gdzie obecnie znajduje się pewien gangster, będący zarazem agentem sowieckiej agencji SMIERSZ (ros. СМЕРШ, czyli agencji likwidującej szpiegów i agentów obcych wywiadów). Jest tym agentem Pan Byk, Murzyn z Harlemu, dorabiający się na przemycie pieniędzy i wyrzucaniu ich na rynek, zyski zaś przekazujący SMIERSZOWI. Bond otrzymuje zadanie zlikwidowania Pana Byka. Wyjeżdża więc do Nowego Jorku. Jego partnerem zostaje agent CIA, Feliks Leiter, z którym zaprzyjaźnił się w poprzedniej powieści, czyli Casino Royale. Obaj panowie rozpoczynają poszukiwanie Pana Byka, przy okazji też zapoznając się z okrutną religią Voodoo.
Jednakże to Pan Byk pierwszy ich znajduje. Jego ludzie łapią ich obu w nocnym lokalu. Bond trafia przed oblicze samego Pana Byka. Udaje przed nim agenta, który szuka przemytników pieniędzy. Byk przedstawia mu swoją przyszłą żonę, pannę Solitaire, którą trzyma tutaj w niewoli, by wróżyła mu z kart, a także mówiła mu, czy dana osoba kłamie, czy mówi prawdę. Solitaire patrzy w oczy Bondowi i kłamie, stwierdzając, że mówi on prawdę (zrobiła to, ponieważ Bond przypadł jej do gustu). Bond zostaje ukarany przez Byka w dość „łagodny” sposób – złamano mu mały palec od lewej ręki. Ostatecznie Bond ucieka, zabijając trzech ludzi Byka. Leiter też ucieka z niewoli. Razem kontaktują się z M.
Do Bonda dzwoni Solitaire, która uciekła od Byka, i prosi Bonda, by jej pomógł wydostać się z niewoli. Bond z początku jej nie dowierza, ale idzie wreszcie na dworzec, gdzie ją spotyka. Uciekają razem pociągiem, udając małżeństwo. Wkrótce Solitaire zostaje porwana przez ludzi Byka, a Leiter traci nogę i rękę – załatwił go tak rekin z basenu Byka. Bond chce się zemścić, dopada agenta Pana Byka – Zbója (tego samego, który tak urządził Leitera), dowiaduje się, gdzie jest Solitaire, po czym wrzuca go do basenu z rekinami.
Bond wyrusza na Jamajkę. W przebraniu nurka płynie pod łodzią Pana Byka i podkłada pod nią bombę zegarową. Niestety sensory łodzi go namierzyły, kiedy szarpał się z ośmiornicą. Bond odnajduje Solitaire, ale wpada w pułapkę Byka. Agent i dziewczyna zostają przywiązani w bieliźnie do boi, którą ciągnie na łańcuchu za swoim jachtem Pan Byk, wcześniej jednak ranił Solitaire, by rekiny wyczuły krew i płynęły za jego ofiarami. Na szczęście po kilkunastu minutach przejażdżki jacht wylatuje w powietrze od bomby. Byk i jego ludzie giną, pożarci przez rekiny. Bonda i Solitaire znajdują ludzie z Social Center. 007 i jego dziewczyna jadą na wyspę i tam kurują się z ran i spędzają namiętnie czas.

## Wydania polskie
- 1991, wyd. Orbita, przekł. nieznany
- 2008, wyd. PW Rzeczpospolita, przekł. Robert Stiller